# Ernesto Schiaparelli

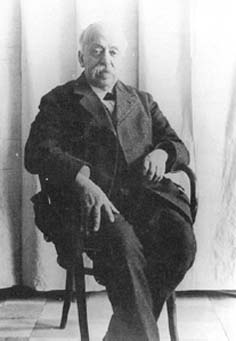
Ernesto Schiaparelli

Ernesto Schiaparelli (* 12. Juli 1856 in Occhieppo Inferiore in der heutigen  Provinz Biella (damals Novara), Region Piemont; † 14. Februar 1928 in Turin) war ein italienischer Ägyptologe.

## Leben
Schiaparelli entstammt einer bekannten Familie von Gelehrten. Sein Vater Luigi Schiaparelli lehrte Geschichte an der Universität Turin. In seiner Verwandtschaft lassen sich des Weiteren bedeutende Chemiker, Orientalisten, Astronomen und Fotografen finden. Ernesto studierte Ägyptologie in Turin bei Francesco Rossi und in Paris an der Sorbonne bei Gaston Maspero.
Schiaparelli war von 1881 bis 1894 Leiter des ägyptischen Museums in Florenz, wo er  die Ausstellungsstücke in neue Räume bringen ließ. Auf dem Höhepunkt seiner wissenschaftlichen Karriere wurde er 1894 zum Direktor des Museo Egizio in Turin ernannt, das aufgrund der regen Ausgrabungstätigkeiten zeitweise das zweitgrößte Ägypten gewidmete Museum der Welt war. Er schrieb des Weiteren mehrere zu seiner Zeit bekannte Handbücher. Von 1910 an vertrat Schiaparelli den Lehrstuhl für Ägyptologie an der Universität Turin. Zwischen 1903 und 1920 unternahm er zwölf Expeditionen nach Ägypten und öffnete dort Gräber, unter anderem in Heliopolis. Er fand 1904 das Grab der Nefertari (QV66) im Tal der Königinnen und grub das Grab TT8 des Architekten Cha und seiner Gattin Merit zwei Jahre darauf aus. Die Überreste wurden später im Museo Egizio in Turin ausgestellt.
Als Gast bei den italienischen Franziskanern in Luxor hatte er 1884 die finanziellen Nöte kennengelernt, die jede karitative Arbeit der Missionare behinderten. Nach seiner Rückkehr betrieb er die Gründung eines Hilfswerks, die 1886 erfolgte. Bis zu seinem Tod übte er das Amt eines Sekretärs der Associazione Nazionale per Soccorrere i Missionari Italiani (ANSMI) (Nationale Vereinigung zur Unterstützung der italienischen Missionare) aus, deren erster Vorsitzender Augusto Conte war. Damit gelang 1927 die Gründung des Ospedale italiano in Amman. Hauptaufgabe war auch der Bau und Unterhalt von Schulen und Krankenhäusern im nördlichen Afrika.
1897 wurde er korrespondierendes Mitglied der Accademia dei Lincei, 1912 socio nazionale. Der Accademia delle scienze in Turin gehörte er seit 1910 an. 1924 wurde er zum Senator des Königreichs ernannt. Er war Träger des Ordens der Krone von Italien (Ritter und Komtur) und des Ritterordens der hl. Mauritius und Lazarus (Ritter und Offizier).

## Veröffentlichungen (Auswahl)
- Del sentimento religioso degli antichi Egiziani secondo i monumenti. Bocca, 1877.
- Il libro dei funerali: relazione fatta alla I sezione del IV congresso degli orientalisti. G. B. Paravia, 1879.
- Del sentimento religioso degli Egiziani. 1877.
- Il Libro del Funerali degli antichi Egiziani. 3 Bände, 1881–1890.
- Museo archeologico di Firenze, Antichità egizie. ordinate e descritte da Ernesto Schiaparelli, Tipografia della Reale Accademia dei Lincei, 1887.
- Les hypogées royaux de Thèbes. E. Leroux, 1889.
- La catena orientale dell'Egitto. Tipografia della Reale Accademia dei Lincei, 1890.
- Una tomba egiziana inedita della VIa dinastia. con iscrizioni storiche e geografiche, Tipografia della Reale Accademia dei Lincei, 1892.
- Le antichità egiziane del Museo di Cortona. Tipografia della Reale Accademia dei Lincei, 1893.
- La geografia dell'Africa orientale, secondo le indicazioni dei monumenti egiziani. Tipografia della Reale Accademia dei Lincei, 1916.
- Missione archeologica italiana in Egitto: relazione sui lavori della Missione archeologica italiana in Egitto (anni 1903-1920). Museo egizio di Torino, Torino 1924.
- La tomba intatta dell'architetto Kha, nella necropoli di Tebe. Neuauflage: AdArte, Torino 2008, ISBN 978-88-89082-09-6. (englische Ausgabe: The architect Kha in the necropolis of Thebes. AdArte, Torino 2008, ISBN 978-88-89082-09-6).